# Tenencia múltiple
Tinença múltiple o multitenència en informàtica correspon a un principi d'arquitectura de programari en la qual una sola instància de l'aplicació s'executa en el servidor, però servint a múltiples clients o organitzacions (forquilla o instància). Aquest model es diferencia de les arquitectures amb múltiples instàncies on cada organització o client té la seva pròpia instància instal·lada de l'aplicació. Amb una arquitectura de tinença múltiple, l'aplicació pot particionar virtualment les seves dades i la seva configuració, perquè cada client tingui una instància virtual adaptada a les seves necessitats. Alguns experts consideren la tinença múltiple com un factor decisiu del paradigma de computació en el núvol.

## Avantatges
Una arquitectura de tinença múltiple permet intercanviar i compartir els recursos i els costos a l'hora de l'execució de l'aplicació. En aquest sentit, aquesta arquitectura pot ser vista com una alternativa a la virtualització. També, en comptes de recollir les dades des de múltiples fonts, utilitzant probablement diferents esquemes de bases de dades, tota la informació dels clients és emmagatzemada en un esquema comú i únic. Per tant, l'execució de peticions a la base de dades sobre els clients per completar tasques de, p. ex. mineria de dades, anàlisi d'evolució i predicció, són molt més simples de realitzar.

## Desavantatges
La implementació d'aquest tipus d'arquitectures és més complexa, ja que hi ha més opcions de configuració a tenir en compte i la gestió de les dades pot complicar-se. La seguretat de les dades és essencial per tal que els usuaris d'una instància no puguin accedir a les dades d'una altra instància. D'altra banda, els costos de redissenyar aplicacions per suportar tinença múltiple són significatius, especialment amb empreses que continuen oferint aplicacions independents per a cada client amb una versió particular del seu producte. Això pot forçar el manteniment i suport de dos productes diferents, amb tots els seus inconvenients associats.